# Глубокий (приток Мягреки)
Глубокий — ручей в России, протекает по территории Рабочеостровского сельского поселения Кемского района Республики Карелии. Длина ручья — 10 км.
Ручей берёт начало из болота без названия высоте выше 23 м над уровнем моря.
Течёт преимущественно в юго-восточном направлении по заболоченной местности.
Ручей в общей сложности имеет три притока суммарной длиной 3,0 км.
Втекает в Мягреку, впадающую в Белое море.
В нижнем течении Глубокий пересекает линию железной дороги Санкт-Петербург — Мурманск.
Населённые пункты на ручье отсутствуют.
Код объекта в государственном водном реестре — 02020001412202000004873.